# Trichomycterus triguttatus
Trichomycterus triguttatus är en fiskart som först beskrevs av Eigenmann, 1918.  Trichomycterus triguttatus ingår i släktet Trichomycterus och familjen Trichomycteridae. Inga underarter finns listade i Catalogue of Life.